# 索尼Xperia ZL
Sony Xperia ZL是Sony公司於2013年1月發佈的旗艦級智能手機，Xperia Z的兄弟機，設計上比起Xperia Z遜色不少，不知道為何Sony要推出這台裝置，在特定市場上市。它具有13 MP拍照、Full HD錄影的Exmor RS鏡頭，配備Full HD解像的Reality Display，支援標準的 MHL 轉接器，並配有Snapdragon S4 APQ8064 四核心處理器 ，提供超快效能、絕佳圖像，及更有效率使用電池。

## 設計
Xperia ZL套用了Sony全新的「全平衡」設計，重點在於「平衡與對稱」，而且要面面俱到。Xperia ZL擁有圓弧邊緣及適合手握的彎曲線條，融入創新的邊框設計。

## 硬件
Xperia ZL具備5吋Reality Display屏幕，加以Mobile Bravia Engine 2顯示技術，解像度為1920 x 1080 Full HD。採用Qualcomm APQ8064 1.5GHz四核心處理器，1300萬像素Exmor RS鏡頭，200萬像素Exmor R前置鏡頭，MHL輸出功能，內置2GBRAM、16GB快閃記憶體儲存，支援Micro-SD。

## 作業系統
Xperia ZL採用Android 4.1 Jelly Bean作業系統，取得PlayStation Certified認證，並可登入Sony Entertainment Network。

2013年6月份系統升級為Android4.2

2013年12月23日系統升級為Android4.3

2014年5月21日系統升級為Android4.4

2015年5月20日系統升級為Android5.0

## 顏色
顏色包括：
| 顏色 | 名稱 | 英語  | 機背樣式 |
| ---- | ---- | ----- | -------- |
|      | 黑色 | Black | 菱格紋   |
|      | 白色 | White | 漆面     |
|      | 紅色 | Red   | 漆面     |

## 外部連結
- 索尼官方網站 （页面存档备份，存于） 中文